# Сеймик Мазовецкого воеводства
Сеймик Мазовецкого воеводства (пол. Sejmik Województwa Mazowieckiego) — региональный законодательный орган Мазовецкого воеводства в Польше. Представляет собой однопалатный парламент, состоящий из 51 члена совета, что делает его крупнейшим сеймиком среди воеводств в стране. Депутаты сеймика избираются во время местных выборов на пятилетний срок. Нынешний председатель сеймика — Людвик Раковский, член партии «Гражданская платформа».
Сеймик избирает из своего состава исполнительный совет, который выполняет функции коллективного исполнительного органа правительства воеводства во главе с маршалом воеводства. Нынешний Исполнительный совет Мазовии — коалиционное правительство между «Гражданской коалицией» и Польской народной партией под руководством маршала Адама Струзика, члена Польской народной партии.
Собрания сеймика проходят во дворце министра финансов в Варшаве.

## Округа
Члены Собрания избираются на пятилетний срок из пяти округов. Округа не имеют формальных названий. Вместо этого каждый округ имеет номер и территориальное описание.
| Номер | Кол-во мест | Город округа        | Земельные округа |
| ----- | ----------- | ------------------- | --- |
| 1     | 5           | Часть Варшавы       | Это список районов Варшавы: Урсынов, Вилянув, Средместье, Мокотув |
| 2     | 6           | Часть Варшавы       | Это список районов Варшавы: Бемово, Беляны, Урсус, Влохи, Охота, Воля, Жолибож |
| 3     | 6           | Часть Варшавы       | Это список районов Варшавы: Бялоленка, Рембертув, Таргувек, Вавер, Весола, Прага-Пулноц, Прага-Полудне                                                                                               |
| 4     | 9           | Плоцк               | Цеханувский повят, Гостынинский повят, Млавский повят, Плоцкий повят, Плоньский повят, Пшаснышский повят, Пултуский повят, Серпецкий повят, Сохачевский повят, Журоминский повят, Жирардувский повят |
| 5     | 7           | Радом               | Бялобжегский повят, Груецкий повят, Козеницкий повят, Липский повят, Пшисухский повят, Радомский повят, Шидловецкий повят, Зволенский повят                                                          |
| 6     | 9           | Остроленка, Седльце | Гарволинский повят, Лосицкий повят, Макувский повят, Миньский повят, Остроленкский повят, Острувский повят, Седлецкий повят, Соколувский повят, Венгрувский повят, Вышкувский повят                  |
| 7     | 9           | Нет                 | Гродзиский повят, Легьоновский повят, Новодвурский повят, Отвоцкий повят, Пясечинский повят, Прушковский повят, Западно-Варшавский повят, Воломинский повят                                          |

## Состав

### 1998[3]
|  | Партия                           | Число мест |
|  | -------------------------------- | ---------- |
|  | Избирательная Акция Солидарность | 32         |
|  | Союз демократических левых сил   | 30         |
|  | Социальный Альянс                | 11         |
|  | Союз свободы                     | 6          |
|  | Польская семейная ассоциация     | 1          |
|  | Всего                            | 80         |

### 2002[4]
|  | Партия                                      | Число мест |
|  | ------------------------------------------- | ---------- |
|  | Союз демократических левых сил — Уния труда | 14         |
|  | Право и справедливость                      | 10         |
|  | Самооборона Республики Польша               | 8          |
|  | Лига польских семей                         | 7          |
|  | Польская народная партия                    | 7          |
|  | Гражданская платформа                       | 5          |
|  | Всего                                       | 51         |

### 2006[5]
|  | Партия                   | Число мест |
|  | ------------------------ | ---------- |
|  | Гражданская платформа    | 17         |
|  | Право и справедливость   | 14         |
|  | Польская народная партия | 12         |
|  | Левые и демократы        | 4          |
|  | Лига польских семей      | 5          |
|  | Всего                    | 51         |

### 2010[6]
|  | Партия                         | Число мест |
|  | ------------------------------ | ---------- |
|  | Гражданская платформа          | 17         |
|  | Право и справедливость         | 14         |
|  | Польская народная партия       | 13         |
|  | Союз демократических левых сил | 7          |
|  | Всего                          | 51         |

### 2014[7]
|  | Партия                   | Число мест |
|  | ------------------------ | ---------- |
|  | Право и справедливость   | 19         |
|  | Польская народная партия | 16         |
|  | Гражданская платформа    | 15         |
|  | Партия Razem             | 1          |
|  | Всего                    | 51         |

### 2018[8]
|  | Партия                                         | Число мест |
|  | ---------------------------------------------- | ---------- |
|  | Право и справедливость                         | 24         |
|  | Гражданская коалиция                           | 18         |
|  | Польская народная партия                       | 8          |
|  | Беспартийные активисты местного самоуправления | 1          |
|  | Всего                                          | 51         |